# 1433 Geramtina
1433 Geramtina (1937 UC) là một tiểu hành tinh vành đai chính được phát hiện ngày 30 tháng 10 năm 1937 bởi Eugène Joseph Delporte ở Đài thiên văn Hoàng gia Bỉ..